# Шаапет
Шаапет (арм. Շահապետ) — дружественные духи-стражи в древнеармянской мифологии. Как правило, изображались в виде змей. Они населяли дома, сады, поля, леса, кладбища и другие местоположения.
Шаапеты были нескольких видов:
- шваз (арм. շվազ) — страж сельскохозяйственных угодий,
- швод (арм. շվոդ) — страж домов. Если со шводом обращались хорошо, он мог вознаградить жителей золотом, но если его обижали, начинал вредить или вообще уходил.